# Pierre-Joseph Lorthior
Pierre-Joseph Lorthior, ou Lorthioir, né le 22 janvier 1733 à Lille et mort en 1813 à Paris, est un médailleur et dessinateur de billet de banque français.

## Biographie
Pierre-Joseph Lorthior a gravé un grand nombre de médailles, cachets et jetons. Il exécuta le grand sceau de la reine Marie-Antoinette d'après les étains de M. Richebé. Il était médailleur du roi.
En 1789, il exécute différentes gravures pour des billets de la Caisse d'escompte.
En 1790, il envoie à l'Assemblée nationale un rapport sur la confection des assignats et son projet est retenu pour une première série d'émissions.
En 1791, il participe au concours national visant à refondre l'ensemble des pièces de monnaie.
Il est l'auteur de plusieurs assignats, aux côtés de Nicolas-Marie Gatteaux.

## Galerie

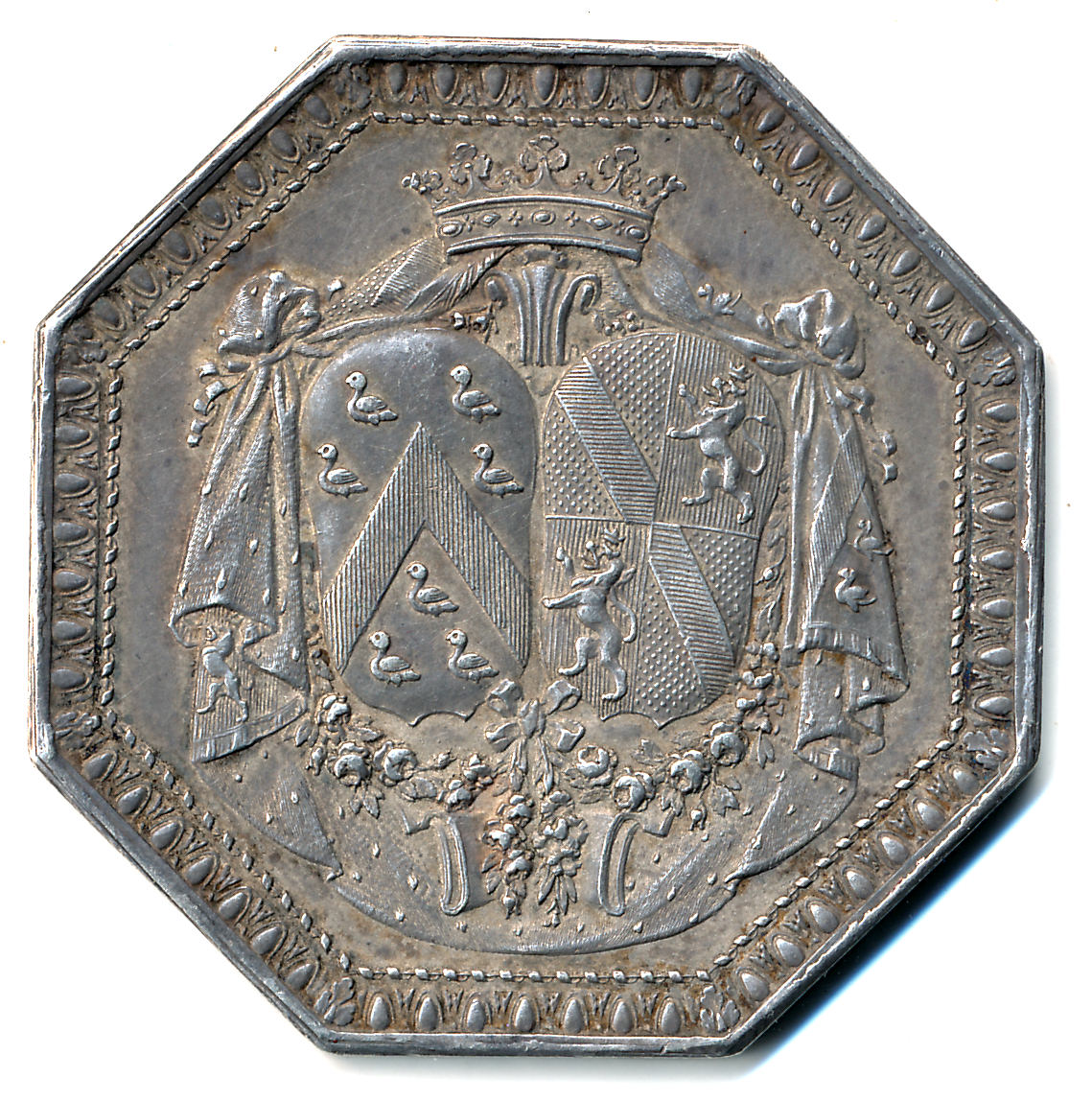
Louis d’Aumont et Louise-Jeanne de Durfort de Duras (1747), jeton de mariage en argent, 36 mm, avers.
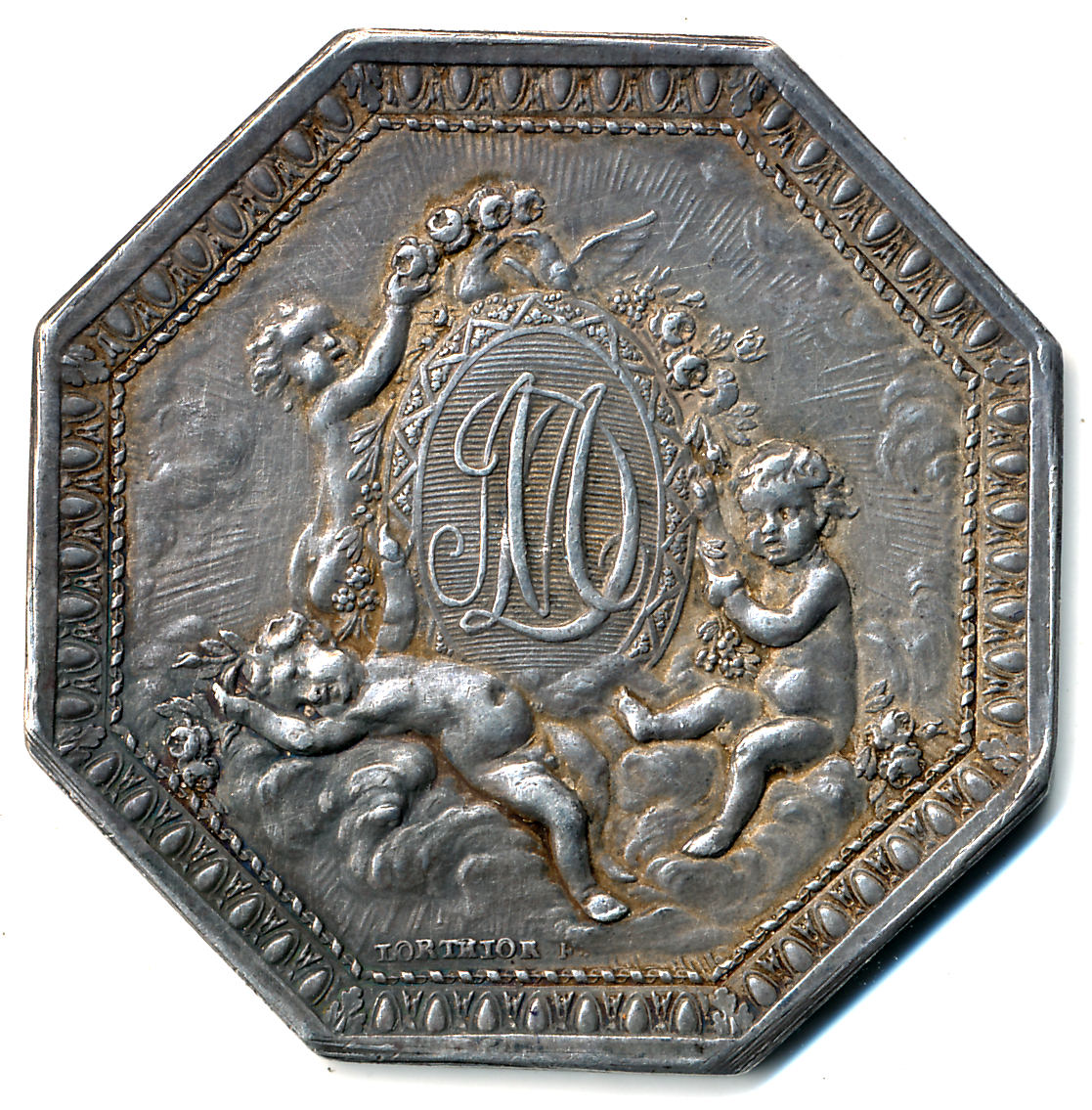
Louis d’Aumont et Louise-Jeanne de Durfort de Duras (1747), jeton de mariage, revers.